# دوگ دره
دوگدره (به انگلیسی: Doog Dara) یک منطقهٔ مسکونی در پاکستان است که در خیبر پختونخوا واقع شده‌است.